# SLC27A6
La proteína transportadora de ácidos grasos de cadena larga 6 es una proteína que en humanos está codificada por el gen SLC27A6.
Este gen codifica un miembro de la familia de proteínas transportadoras de ácidos grasos (FATP). Los FATP están involucrados en la absorción de ácidos grasos de cadena larga y tienen patrones de expresión únicos. Alternativamente, se han encontrado variantes de transcripción empalmadas que codifican la misma proteína para este gen.